# Легко бути добрим
«Легко бути добрим» (рос. «Легко быть добрым») — білоруський радянський художній фільм 1976 року режисера Віктора Жиліна за мотивами однойменного роману Михайла Баришева.

## Сюжет
Молодий енергійний інженер Георгій Грудінін, виконуючи обов'язки начальника цеху, прагне будь-якими способами, в тому числі й недозволеними, вивести цех в передові. Він переконаний, що зрештою застосовувані ним методи виправдають себе. Але керівництво заводу і товариші по роботі засуджують такий підхід…

## У ролях
- Вадим Яковлєв
- Ірина Калиновська
- Еммануїл Віторган
- Юрій Демич
- Микола Засухин
- Борис Владомирський
- Гаррі Дунц
- Борис Кудрявцев
- Юрій Кузьменков
- Ростислав Шмирьов
- Зінаїда Сорочинська
- В'ячеслав Кисельов
- Микола Єременко
- Володимир Новіков

## Творча група
- Сценарій: Борис Шустров
- Режисер: Віктор Жилін
- Оператор: Олег Авдєєв
- Композитор: Володимир Мигуля